# Blackout (miniserie televisiva)
Blackout è una miniserie televisiva britannica in 3 episodi, trasmessa dalla BBC One a partire dal 2 luglio 2012. È nota anche col titolo The Fuse.